# Brita Ryy
Brita Ryy, född 1725, död 1783, var en svensk herrnhutare och pedagog. 
Brita Ryy växte efter faderns bortgång upp inackorderad på en prästgård och gifte sig med snusfabrikören och borgerskapets talman Petter Swartz i Norrköping. Paret fick åtta barn, bland dem Petter Jacob Swartz (1755–1819). Hon beskrivs som bildad och beläst och bedöms ha varit makens verksamhetspartner i hans olika företag och projekt. Tillsammans med maken var hon engagerad i herrnhutismen och ett intresse för ”kristlig undervisning”. År 1772 öppnade paret den Swartziska friskolan för fattiga flickor och pojkar, som betraktas som en förebild för folkskolan och där Brita Ryy var drivande i skolans grundade. Ryy utvecklade och drev skolan med en för sin tid progressiv pedagogik inspirerad av herrnhutismens pedagogiska idéer. Skolan var öppen för fattiga barn och aga förbjuden: skolordningens metodiska och psykologiskt motiverade grundsatser betraktas som långt före sin tid. 
Hon efterlämnande två manuskript om kristen fostran.